# GameStar
GameStar est un magazine mensuel publié en Allemagne consacré au jeu vidéo sur ordinateur personnel et compatible PC. Gamestar est le magazine de langue allemande le plus vendu dans le domaine des jeux sur PC et il héberge également le plus grand portail de jeux vidéo sur Internet en langue allemande.

## Contenu
Le contenu du magazine imprimé est le suivant :
- actualités de la communauté des jeux PC ;
- prévisualisations de jeux sur PC (jeux qui sont encore en développement) ;
- critiques des jeux sur PC récemment sortis ou à paraître ;
- une section sur les jeux freeware et open source, les mods et l'e-sport ;
- articles sur des composants récents du matériel informatique en ce qui concerne les jeux sur ordinateur (par exemple, les manettes de jeu ou souris d'ordinateur) ;
- articles sur des événements importants qui influencent la communauté des joueurs dans son ensemble (par exemple E-Sports, Censure, etc.).

Le magazine est également accompagné d'un DVD qui comprend des démos, des mods, des revues vidéo ainsi qu'une version commerciale complète d'un jeu vidéo.

## Versions
Gamestar a été publié en différentes versions avec différentes particularités. Cela inclut la version magazine (qui ne comprend pas de DVD et est donc moins chère), une édition "normale", qui comprend un DVD, et une version XL, qui contient 2 DVD. Le magazine pour les abonnés a moins de publicité et affiche une plus grande image en première page. Jusqu'à la mi-2005, une version uniquement CD était également disponible, mais il a été décidé que les lecteurs de DVD dans les ordinateurs étaient devenus assez répandus, et donc la version CD a été jugée inutile. Au lieu de cela, la version XL est apparue pour la première fois.

## Histoire et rédaction
Gamestar a été fondée par Charles Glimm, Jörg Langer et Toni Schwaiger avec IDG Médias de Divertissement GmbH, comme éditeur en 1997, et Jörg Langer comme rédacteur en chef,.
Le nouveau magazine gagne rapidement en popularité. Au quatrième trimestre de 1999, il a vendu environ 331.535 exemplaires par mois, en 2000, il a dépassé son concurrent PC Games comme le plus grand magazine de jeux vidéo de langue allemande en Europe.
IDG a également lancé des magazines frères GameStar en Italie, en Pologne, en Hongrie et aux États-Unis. La version américaine était complètement différente des autres, positionnée comme un magazine pour adultes, sur les jeux pour PC et consoles, similaire à inCite. Cependant, ils se sont tous effondrés après quelques mois en raison de ventes décevantes. Le seul lancement à long terme a été réalisé en Hongrie. En 2005, GameStar a créé un magazine apparenté appelé /GameStar/dev qui s'adresse aux développeurs de jeux européens. GameStar a également un magazine frère nommé GamePro, qui met l'accent sur la console de jeux. D'ailleurs son siège se trouve juste à côté du bureau de GameStar,.
En avril 2015, GameStar et sa revue sœur GamePro sont cédées par IDG au groupe français Webedia.
Gunnar Lott succède à Jörg Langer en tant que rédacteur en chef, suivi de Michael Trier le 1er décembre 2007. Depuis juin 2016, le rédacteur en chef est Heiko Klinge,.
GameStar a également possédé un populaire E-Sport League connu, GameStar Clanliga, avec des jeux tels un Warcraft III, Counter-Strike ainsi que Tactial Ops.

## Ventes et popularité
Après son lancement, GameStar a pu gagner en popularité. Au quatrième trimestre de 1999, il a vendu environ 331 535 exemplaires par mois et en 2000, il a dépassé son concurrent PC Games en devenant le plus grand magazine de jeux PC de langue allemande en Europe Depuis, GameStar est resté le magazine de langue allemande le plus vendu en Europe.
Comme l'ensemble du marché de l'impression, GameStar a été affecté par la baisse des ventes. En 2008, le tirage mensuel moyen était de 250 000 exemplaires, mais en janvier 2015, le nombre de numéros vendus par mois était tombé à 63 189. Malgré cette baisse, GameStar reste le magazine de langue allemande le plus vendu en Europe.

## Gamestar.de et GSPB
GameStar héberge un grand portail de jeux sur PC sur Internet. À l'instar du magazine, le portail est centré sur les jeux sur PC et publie des nouvelles, des critiques et des tests pour les jeux sur PC et des sujets liés aux jeux sur PC. GameStar.de est le plus grand portail de jeux sur PC en allemand et l'un des plus grands portails de jeux en allemand. En février 2016, Gamestar.de comptait 2,41 millions de visiteurs uniques par mois,.
Sur YouTube, GameStar a son propre canal avec environ 751 000 abonnements. Au cours de son histoire, Gamestar et IDG ont également hébergé plusieurs chaînes YouTube dérivées, comme High5 avec un succès temporaire. Cependant, à partir de 2016, ils sont déjà fermés,.
Gamestar.de héberge également un grand forum internet, le GSPB (GameStar Pinboard). Le GSPB est l'un des plus grands forums Internet de langue allemande.